# Ольдекоп, Евстафий Иванович
Евстафий Иванович Ольденкоп (настоящее имя Христиан Август Вильгельм; 1 (12) сентября 1787, Рига — 10 (22) февраля 1845, Санкт-Петербург) — цензор, филолог, издатель, преподаватель и научный писатель, переводчик.
По национальности был балтийским немцем. Родился в Риге в семье нотариуса. Образование получил сначала в начальной школе в родном городе, затем в 1804—1805 годах учился в губернской гимназии. После завершения среднего образования поступил в Московский университет, где изучал филологию, медицину и естественные науки. С 1811 года преподавал в русских школах. С 1822 по 1840 год служил цензором в цензурном комитете при Министерстве полиции и в 3-м отделении Императорской канцелярии. С 1843 года был чиновником в Министерстве внутренних дел.
Занимался изданием немецкоязычной периодики в России, состоял в масонской ложе. Был похоронен на Лютеранском кладбище Санкт-Петербурга.
Составил:
- «Cacographie ou exercices sur les principales difficultés de la langue française» (Санкт-Петербург, 1821),
- «Карманный словарь российско-немецкий и немецко-русский» (там же, 1824—1826),
- «Nouveau dictionnaire de poche français-russe et russe-français» (там же, 1830).

Выполнил целый ряд переводов с русского языка на немецкий. С 1822 по 1826 год издавал «St.-Petersb. Zeitschrift», с 1837 года был редактором «St. Petersburger Zeitung».